# Funaria renauldii
Funaria renauldii är en bladmossart som beskrevs av Cardot in Grandidier 1915. Funaria renauldii ingår i släktet spåmossor, och familjen Funariaceae. Inga underarter finns listade i Catalogue of Life.